# Vicenç Pagès i Jordà
Pour les articles homonymes, voir Jorda.
Œuvres principales
La felicitat no és completa
El poeta i altres contes
Els jugadors de Whist
Dies de frontera
Vicenç Pagès i Jordà, né le 14 décembre 1963 à Figueres (Catalogne, Espagne) et mort le 27 août 2022, est un écrivain espagnol, critique littéraire catalan et professeur de langue et d'esthétique à l'Université Ramon Llull.

## Biographie
En 1989, Vicenç Pagès i Jordà a remporté la Biennale de Barcelone dans la section de la littérature et l'année suivante a publié son premier livre, le recueil d'histoires Cercles d'infinites combinacions (Cercles de combinaisons infinies). En 1991, il a publié l'ouvrage Grandeses i misèries dels premis literaris (Grandeur et misère des prix littéraires), formée par un millier de citations.
En 1995 est apparue son œuvre la plus ambitieuse, El món d'Horaci (Le monde d'Horace), un roman qui est à mi-chemin entre la fiction et l'essai créatif. En 1997, il publie son premier livre à succès, Carta a la reina d'Anglaterra (Lettre à la Reine d'Angleterre), qui raconte dans une centaine de pages un millier d'années de la vie de la protagoniste. Ce livre est suivi par Un tramvia anomenat text (Un tramway nommé texte), un essai sur l'écriture qui considère le texte comme un mélange inséparable d'inspiration et d'artisanat, de génie et de puissance, de magie et de discipline.
En companyia de l'altre (En compagnie de l'autre) (prix Documenta 1998) marque le retour au genre du roman. À cette occasion, la collection est unitaire, car toutes les histoires tournent autour de la question du double. Il a été suivi par le roman La felicitat no és completa (Le bonheur n'est pas complet), prix Sant Joan de narrative 2003, la biographie intermittente d'un personnage sans convictions. En 2004, la collection El poeta i altres contes a obtenu le Prix Mercè Rodoreda d'histoires et récits, et a été publiée l'année suivante. En 2006 est apparu De Robinson Crusoe a Peter Pan. Un cànon de literatura juvenil. Il a remporté le prix Creixells avec le roman Els jugadors de Whist. De 2010 à 2011, il a écrit une colonne[pas clair] dans le journal Avui. En 2012, il a publié avec le peintre Joan Mateu Bagaria El llibre de l'any.
En 2013, il remporte le prix Sant Jordi du roman pour Dies de frontera et en 2014, il remporte le Prix national de littérature de la Generalitat de Catalogne.

## Œuvres
- 1990 : Cercles d'infinites combinacions (Empúries)
- 1991 : Grandeses i misèries dels premis literaris (Llibre de l'Índex)
- 1995 : El Món d'Horaci (Empúries)
- 1997 : Carta a la reina d'Anglaterra (Empúries)[8]
- 1998 : Un tramvia anomenat text (Empúries)
- 1999 : En companyia de l'altre (Edicions 62)
- 2003 : La Felicitat no és completa (Edicions 62)
- 2005 : El Poeta i altres contes (Proa)
- 2006 : De Robinson Crusoe a Peter Pan: Un cànon de literatura juvenil (Proa)[9]
- 2009 : Els Jugadors de whist (Empúries)[10]
- 2011 : El llibre de l'any (Labutxaca)
- 2013 : La Llentia viatgera (Estrella Polar)
- 2014 : Dies de frontera (Proa)